# 今吉将之
今吉 将之（いまよし まさのり、Masanori Imayoshi、1969年6月10日 - ）は、日本の職人、漫画家、イラストレーター。福岡県北九州市出身。現在は制作会社「今吉商店」の店主として様々な創作活動をこなす。血液型はB型。

## プロフィール
2001年、映画のアカデミー賞・音楽のグラミー賞と並ぶ、アニメ界の世界最高の賞「アニー賞」において、宮崎駿監督（千と千尋の神隠し）が受賞する前年度、日本人として初めてノミネートされた人物。代表作の『デジタル所さん』（DVD全12巻）は、月曜日から金曜日までの帯にて地上波で放送された。CG番組としては245話あり、この記録は未だ抜かれていない。
Daytona・世田谷ベース・北野武、所ジョージのFAMOSOで発表されているブランド「EssaHOISA」、「ジョージモービル」では原作者として携わる。
また2010年3月、NPO法人「地球防衛軍（EDF）」を立ち上げている。

## 略歴
- 1969年、福岡県北九州市に長男として生まれる。
- 1993年、九州産業大学芸術学部デザイン学科スペースデザインクラスを卒業。
- 1993年、株式会社丹青社プランニングデザイン部に入社。第2ディズニーランド（東京ディズニーシー）計画に参加する。
- 1995年、自ら退職を志願し独立。その後渡欧し、オランダ・イギリスを巡る。
- 1997年、『月刊コミックアレ』（マガジンハウス刊）にて「不思議の国のチェスゲーム」で漫画家デビュー。その後、月刊誌『Daa』（TVclub刊）にて所ジョージ主人公の漫画「所ジョージ的体験記」を連載開始。創刊メンバーとしてイラスト・ライターも務める。『Daa』の廃刊後は引き続き月刊誌『Lightning』にて漫画「所ジョージ的体験記デラックス」を連載。ここから「今吉画伯」として各方面のイベント企画、TV企画にも参加するようになる。
- 2000年10月2日より、日本テレビ系にて放送されたフルCGアニメーション「デジタル所さん」で原作・監督を務める。同作品のキャラクターを使用し放映されたNEC（BIGLOBE）のCMも監修した。
- 2002年、イノキプロジェクト（闘魂ビジョン）に参加。アントニオ猪木を主人公としたフルCG映画の原作・監督も務めた。
- 2003年、ウォルトディズニー社と共に「SpaceTV(S.T.V)」を制作。
- 2004年より渡東洋。インド（バラナーシア）・韓国（中旬）・中国（上海、香港、シャングリラ）を巡る。
- 2006年、MISIAのPV制作のためクリエーターとしてのコラボレート企画が進行する傍ら、ジャッキー・チェンの「酔拳3」映画企画に携わる。
- 2008年より「人工知能E-pod」の制作を進行中。
- 2010年、NPO地球防衛軍（EDF）を設立。

## 賞歴
- 1991年、福岡天神ハロウィン仮装大賞　優勝
- 1996年、小学館まんがコミック大賞　優秀賞授賞
- 1996年、マガジンハウス　コミックアレ　漫画新人賞優秀賞授賞
- 2000年、U.S.International Film and Video Festival GOLD CAMERA賞授賞
- 2000年、The NEW YORK FETIVAL Finalist Award授賞
- 2001年、The 29th Annual Annie Awards ノミネート
- 2001年、第５回文化庁メディア祭ＴＶアニメーション部門入選
- 2002年、WORLD WIPE THEATER CG Carnival2002出展